# Super Dínamo
Pāman (パーマン), conhecido no Brasil como Super Dínamo é um mangá e anime, de origem japonesa, criado por Fujiko Fujio sobre um garoto desajeitado, Mitsuo Suwa, que é escolhido para ser aprendiz de um super-herói poderoso. Embora criado como uma paródia de Superman (o nome "Pāman" é baseado em "Superman" sem o "Su"), os criadores do personagem parecem ter se distanciado desta história de origem. No ensaio em quadrinhos "Passionate Days of Perman" (Dias de Permanência Apaixonados), Fujiko F. Fujio afirma que o nome é, na verdade, uma referência ao conceito "par" no golfe. Além disso, devido a preocupações com direitos autorais, o nome do chefe de Mitsuo foi alterado de "Superman" para "Birdman". Também é uma série de quadrinhos em Ninja Hattori; Kenichi realmente gosta de lê-los.
A primeira série foi publicada em Shonen Sunday e outras revistas de 1967 a 1968, e a segunda foi publicada na CoroCoro Comic de 1983 a 1986. A primeira série de anime foi produzida pela primeira vez em preto e branco em 1967. Ela foi refeita em cores em 1983. e filmes foram lançados em 1983, 1984, 1985, 2003 e 2004 junto com os filmes de Doraemon.

## Super Dínamo em mangá
A primeira série deste mangá foi publicada na revista "Shonen Sunday" entre 1967 e 1968. A segunda foi publicada na revista "CoroCoro Comic" de 1983 a 1986.

## Super Dínamo em animê
A primeira versão do animê para televisão foi produzida em 1967, ainda em preto e branco. O animê recebeu uma reedição colorida em 1983. Em 2003 e 2004 foram lançadas dois filmes de Super Dínamo.

## A história
Este divertido anime de super-heróis conta a história de um grupo de crianças: 2 meninos, 1 menina, 1 macaquinho e 1 bebê que são escolhidos por um misterioso homem mascarado, "Birdman" (Homem Pássaro), traduzido na dublagem por Super Homem, para serem os defensores da justiça. O principal personagem é um menino, Mitsuo Suwa, que é o Super Dínamo número 1 e o líder do grupo.
Todos os membros do grupo possuem um kit Dínamo especial que inclui o capacete-máscara (que dá super-força a quem o coloca), uma capa (que faz com que possa voar), um broche com emblema em forma da letra "P" (inicial de Paaman em japonês) que pode ser um comunicador ou tanque de oxigênio e o famoso robô-cópia, que assume a forma de quem aperta o seu nariz. Mitsuo recebe 2 regras:  não perder o uniforme de Super Dínamo e não revelar seu segredo, sob pena de ter seu cérebro destruído pelo Super Homem.
O capacete do Super Dínamo além de dar super força tem fone de ouvido para ouvir o sinalizador. Em algumas aventuras o Super Dínamo não podia voar ou caia por ter a capa arrancada. Para suas aventuras embaixo d’água ou com gás tóxico têm de usar o emblema na boca para respirar. O capacete e a capa são guardados no bolso no formato de bola.
Todos os integrantes do grupo Super Dínamo têm um robô-cópia, um boneco que ao ser tocado no nariz, assumia a identidade de quem o tocou, permitindo assim, a ausência dos nossos heróis em divertidas aventuras. Reconhecia-se o robô-cópia pelo nariz preto. Mitsuo guardava o robô-cópia no guarda-roupa, inclusive em uma das histórias de Super-Dínamo a mãe de Mitsuo toca no nariz do boneco criando sua cópia e arrumando muita confusão.

## Personagens

### Super Dínamo e seus companheiros
- Mitsuo Suwa (須羽満夫 (ミツ夫, みつ夫)) - É o personagem principal, que assume o papel de "Super Dínamo nº1".
- Bobby (ブービー) - Um chimpanzé que faz companhia a Mitsuo em sua casa, é o "Super Dínamo nº2".
- Sumire Hoshino (星野スミレ) - uma menina, é a "Super Dínamo nº3", também chamada de Parco.
- Hōzen Ōyama (大山法善) - um garoto gordinho, é o "Super Dínamo nº4", também chamado Paryan.
- Kōichi Yamada  (山田浩一) - um bebê, é o "Super Dínamo nº5". Não aparece na segunda versão da série.
- Super Homem ("Birdman") - é o líder máximo da equipe Super Dínamo.
- Robôs-cópias - assumem o lugar das crianças enquanto elas cumprem suas missões.

### Familiares e Amigos
- Sr. Mantarō Suwa (須羽満太郎) - pai de Mitsuo.
- Sra. Suwa - mãe de Mitsuo
- Ganko Suwa  (須羽がん子) - irmã caçula de Mitsuo, teimosa e mimada. Seu nome japonês também pode ser lido como "teimosa" (頑固).
- Michiko "Mitchan" Sawada (沢田ミチ子) - bela e arrogante colega de Mitsuo, apaixonada por ele em sua outra identidade.
- Kabao (カバ夫) - colega gordinho de Mitsuo, fã do Super Dínamo.
- Sabuo (サブ) - colega baixinho de Mitsuo, sempre acompanha Kabao.
- Haruzō Mie' (三重晴三) - vaidoso colega de Mitsuo, .
- Camone - professor da escola de Mitsuo.

### Vilões
- Kaitō Senmensō (怪盗千面相) - Ladrão especialista em disfarces e em escapar da cadeia.
- Liga Japonesa dos Vilões (全日本悪者連盟 - Zen Nippon Akusha Renmei)

## Título em outras línguas
- パーマン (japonês)
- El Hombre Par (espanhol)
- Perman (inglês)
- Heroe Bambino ou Superkid (italiano)
- Pâ-Man (francês).

## Ficha Técnica da Primeira Versão
- Produzido em 1967-1968, Preto & Branco com 12 minutos cada episódio.
- Criação : Fujiko F. Fujio
- Produtora : Studio Zero / TMS (Tokyo Movie Shinsha).
- Exibido no Brasil entre 1976/78 pela Rede Tupi de Televisão e Rede Record de Televisão.

## Episódios da Primeira Versão (Preto e Branco)
Data de exibição original no Japão = título em português ( título em japonês < título em inglês > )
- 2 de abril de 1967 = 001. indisponível ( Perman tanjyou   < Birth of Perman > )
- 2 de abril de 1967 = 002. indisponível ( Robot mama   < Robot transformed Mitsuo's mother > )
- 9 de abril de 1967 = 003. Aventura no zoológico ( Maruhi Perman2gou   < The secret of Perman2 > )
- 9 de abril de 1967 = 004. A identidade de Super Dínamo ( Sounan kyujyo   < Accident rescue > )
- 16 de abril de 1967 = 005. Super Dínamo joga beisebol ( Perman yakyuu   < Perman plays baseball > )
- 16 de abril de 1967 = 006. A exposição de flores ( Hanami wa kowai   < Cherry blossom viewing is terrible > )
- 23 de abril de 1967 = 007. As trapalhadas do robô ( Robot sawagi   < Confusion by Robot > )
- 23 de abril de 1967 = 008. Super Dínamo e a pistola ( Hirotta Pistol   < Gathered  pistol > )
- 30 de abril de 1967 = 009. O falso Super Dínamo ( Dochi ga Perman   < Which is Perman? > )
- 30 de abril de 1967 = 010. O buldogue ( Bulldog soudou   < Disturbance by bulldog > )
- 7 de maio de 1967 = 011. O defensor dos fracos ( Perko ni makasete   < Leave it to Perko > )
- 7 de maio de 1967 = 012. Diabo do deserto ( Sabaku no Jinmasin   < Jin the Demon in desert > )
- 14 de maio de 1967 = 013. Super Dínamo, o filho obediente ( Perman no oyakoukou   < Filial piety of Perman > )
- 14 de maio de 1967 = 014. O presente do Super Dínamo ( Perman no okurimono   < Present from Perman > )
- 21 de maio de 1967 = 015. As trapalhadas do robô ( Nukedasita Robot   < Copie Robot slipped out > )
- 21 de maio de 1967 = 016. indisponível ( Perman syutsudou seyo   < Be mobilized, Perman > )
- 28 de maio de 1967 = 017. Motorista imprudente ( Soratobu Dumpcar   < Flying dump truck > )
- 28 de maio de 1967 = 018. Quem é o melhor? ( Perman kurabe   < Perman competition > )
- 4 de junho de 1967 = 019. O bebê perdido ( Maittuta maigo   < Perman get tired with missing child > )
- 4 de junho de 1967 = 020. Dinheiro fácil ( Nisesatsu wo oe   < Chase the counterfeit money > )
- 11 de junho de 1967 = 021. indisponível ( Perko wa daare   < Who is  Perko? > )
- 11 de junho de 1967 = 022. indisponível ( Boku wa boku da   < I am myself > )
- 18 de junho de 1967 = 023. indisponível ( Papa Perman )
- 18 de junho de 1967 = 024. Papai volte para casa ( Tegami  wa  sasabune ni  nottute   < A letter on the ship of bamboo grass > )
- 25 de junho de 1967 = 025. O afastamento do professor ( Sensei gekitai sakusen   < Strategy to turn Mitsuo's teacher out > )
- 25 de junho de 1967 = 026. Carro raio e as panquecas ( Raycar no himitsu to Hotcake   < The secret of  the ray car and a pancake > )
- 2 de julho de 1967 = 027. O novo Super Dínamo ( Gacchiri  Perman   < Solid Perman > )
- 2 de julho de 1967 = 028. O Agente Fantasma ( Perman Ninjya daikketsutou   < The huge duel of Perman Ninjya > )
- 9 de julho de 1967 = 029. O guarda-costas ( Perman Youjinnbou   < Perman the bodyguard > )
- 9 de julho de 1967 = 030. Pescando no rio ( Kawa de Maguro ga tairyou   < A large catch of Tsunas is had in the River > )
- 16 de julho de 1967 = 031. Onde está o dinossauro? ( Kyouryu  wa  dokoniiru   < Where is a dinosaurs > )
- 16 de julho de 1967 = 032. Super Dínamo contra Gun ( Perman tai gunman   < Perman VS Gunman > )
- 23 de julho de 1967 = 033. As calças perdidas ( Zubon wo kawa  ni  nagasita   < Mitsuo lost his pants in the river > )
- 23 de julho de 1967 = 034. A mentira ( Usotsuki gattusen   < The battle of liars > )
- 30 de julho de 1967 = 035. Fazendo ginástica ( Perman rinnkai gattukou he iku   < Perman participate in a seaside school > )
- 30 de julho de 1967 = 036. O fantasma do navio ( Kaitei tannkenn   < Seabed exploration > )
- 6 de agosto de 1967 = 037. O monstro na ilha ( Kojima no kaijyuu   < The monster of little island > )
- 6 de agosto de 1967 = 038. Super Dínamo e os fogos de artifícios ( Perman hanabi   < Fireworks of Perman > )
- 13 de agosto de 1967 = 039. Batalha numa ilha dos mares do sul ( Minami no sima ni isi ga furu   < Stones were dropped in southernisland > )
- 13 de agosto de 1967 = 040. Fantasma de água quente ( Yuurei onsen   < The phantom in hotspring > )
- 20 de agosto de 1967 = 041. O viveiro de peixes ( Perman rinkan gattukou   < Perman participate in a forest school > )
- 20 de agosto de 1967 = 042. O rapto de Akira ( Kouya no Perman   < Perman in wilderness > )
- 27 de agosto de 1967 = 043. Super Dínamo em uma situação difícil ( Nerawareta Perman   < Perman aimed at killers > )
- 27 de agosto de 1967 = 044. A planta de Super Dínamo ( Perman kichi keikaku   < Project Perman's base > )
- 3 de setembro de 1967 = 045. A hora marcada ( Perman zenninn syuugou   < All the Permans gather > )
- 3 de setembro de 1967 = 046. A epidemia de cólera ( Jisoku wa 364 quilograma   < Their speed is 364 kilometer/ hour > )
- 10 de setembro de 1967 = 047. Mitsuo está sozinho em casa ( Perko wa mei cook   < Perko the terrible cook > )
- 10 de setembro de 1967 = 048. O ladrão misterioso ( Kijin200mensou   < The thief Kaijin200mensou > )
- 17 de setembro de 1967 = 049. Super Dínamo quer ganhar dinheiro ( Perman arubaite   < Perman wants part-time job > )
- 17 de setembro de 1967 = 050. Operação Pipoca ( Popcorn   < Popcorn > )
- 24 de setembro de 1967 = 051. indisponível ( Ponkotsu Robot   < Broken Robot > )
- 24 de setembro de 1967 = 052. indisponível ( Detekoi Spy   < Come out !  Spy > )
- 1 de outubro de 1967 = 053. Quem é o Super Dínamo número 5? ( Perman 5gou wa? < Who is Perman 5 > )
- 1 de outubro de 1967 = 054. Capitão Tubarão ( Wanizame sencyou   < Captain Wanizame > )
- 8 de outubro de 1967 = 055. A ilha ( Perman hitoribocchi   < Lonely Perman > )
- 8 de outubro de 1967 = 056. O vale do inferno ( Jigokudani no Perman   < Perman in the valley of hell > )
- 15 de outubro de 1967 = 057. A casa fantasma ( Inaiinai yasiki no Moyasi kun   < Moyasi in the phantom mansion > )
- 15 de outubro de 1967 = 058. O ladrão e a velhinha ( Gang to Obaasan   < The gang and The old woman > )
- 22 de outubro de 1967 = 059. Super Dínamo vai embora ( Yadonasi Perman   < Homeless Perman > )
- 22 de outubro de 1967 = 060. O menino valente ( Perman to sinnbun syounen   < Perman and a newsboy > )
- 29 de outubro de 1967 = 061. As aventuras de Super Dínamo ( Perman boukenki   < The account of Perman's adventure > )
- 29 de outubro de 1967 = 062. Pequenas terríveis ( Onna no ko wa kowaiyo   < Terrible girls > )
- 5 de novembro de 1967 = 063. Super Dínamo no cinema ( Eiga ni deyou   < I appear in a movie > )
- 5 de novembro de 1967 = 064. Super Dínamo pintor ( Perman ni te wo dasuna   < Don't dabble in Perman > )
- 12 de novembro de 1967 = 065. indisponível ( Ganko no Chitose ame   < Ganko's Chitose candy > )
- 12 de novembro de 1967 = 066. O terrível bebê ( Perman 5 gou no hatsu tegara   < First achievement of Perman 5 > )
- 19 de novembro de 1967 = 067. Super Dínamo Robô ( Perman wa jyanken ni yowai   < Perman is weak to Jyanken > )
- 19 de novembro de 1967 = 068. O ladrão renegado ( Robot gang   < Copie Robot became a Gang > )
- 26 de novembro de 1967 = 069. O Super Dínamo é roubado ( Nusumareta Perman   < Stolen Perman > )
- 26 de novembro de 1967 = 070. O lutador ( Perman Proresu Ittupon syoubu   < One game match of Perman's pro-wrestling > )
- 3 de dezembro de 1967 = 071. O presidente da companhia ( Perman 2 gou no syacyou san   < The President of Perman 2 > )
- 3 de dezembro de 1967 = 072. O ladrão misterioso ( Kaijin200mensou no cyousen jyou   < Challenge of Kaijin 200 mensou > )
- 10 de dezembro de 1967 = 073. Achados e perdidos ( Perman no otosimono   < Perman's lost article > )
- 10 de dezembro de 1967 = 074. Goriate enlouqueceu ( Kairiki Goriate ooabare   < Goliath's wild rampage > )
- 17 de dezembro de 1967 = 075. O menino e a corneta ( Perman wa ratsupa de yobou   < Perman is called with trumpet > )
- 17 de dezembro de 1967 = 076. Os náufragos ( Perman zetsutai zetsumei   < Perman is death absolutely > )
- 24 de dezembro de 1967 = 077. O Natal dos brinquedos ( Perman wa omocya no oosama   < Perman is the King of toys > )
- 24 de dezembro de 1967 = 078. Férias de Natal ( Ninjya ga Christmas  ni yatutekita   < Ninjya came in Christmas > )
- 7 de janeiro de 1968 = 079. O Super Dínamo pede demissão ( Kotosi mo ganbaruzo   < Mitsuo take a oath  to do his best this year > )
- 7 de janeiro de 1968 = 080. Os falsos cartões de boas festas ( Nengajyou wo sagase   < New year's card can be looked for > )
- 14 de janeiro de 1968 = 081. O amigo mascarado ( Okame kamen  < Masked Okame > )
- 14 de janeiro de 1968 = 082. O bisbilhoteiro ( Nozokareta Perman   < Peeped Perman > )
- 21 de janeiro de 1968 = 083. Cave aqui Super Dínamo ( Kokohore  Perman   < Perman digs a hole > )
- 21 de janeiro de 1968 = 084. O desaparecimento do Dr. Bonn ( Issenmannin no naka no hitori   < One person in 10 milion people > )
- 28 de janeiro de 1968 = 085. indisponível ( Perbou torimonocyou   < Detective story of Perbou > )
- 28 de janeiro de 1968 = 086. O falso demônio ( Norowareta Daia   < Cursed Diamond > )
- 4 de fevereiro de 1968 = 087. Monte Everest ( Yukiotoko taiji   < Yeti extermination > )
- 4 de fevereiro de 1968 = 088. Super Dínamo contra o homem de gelo ( Reitouma arawaru   < Freezing attacker apearance > )
- 11 de fevereiro de 1968 = 089. A construção do banco ( Ayausi Perman   < The pinch of Perman > )
- 11 de fevereiro de 1968 = 090. Super Dínamo contra ataca ( Gyakusyuu Perman   < The counter attack of Perman > )
- 18 de fevereiro de 1968 = 091. indisponível ( Uwasa no Perman   < Perman of rumor  > )
- 18 de fevereiro de 1968 = 092. indisponível ( Doubutsu ga ningen in natsuta   < Animals became men > )
- 25 de fevereiro de 1968 = 093. O rei da floresta ( Mitsurin no oujya Perzan   < Perzan the king of jungle > )
- 25 de fevereiro de 1968 = 094. O demônio da noite ( Yoru no maou Akaberon   < Akaberon the night demon > )
- 3 de março de 1968 = 095. indisponível ( Ohinasama wo mamore  < Protect the Ohinasama > )
- 3 de março de 1968 = 096. indisponível ( Perman saiyuuki   < Permans go west > )
- 10 de março de 1968 = 097. O cobrador de impostos ( Kirawareta Perman   < Disliked Perman > )
- 10 de março de 1968 = 098. indisponível ( Toumei Ningen   < The transparent man > )
- 17 de março de 1968 = 099. Caça ao Super Dínamo ( Nazo no Nagarebosi   < The shooting star of mistery > )
- 17 de março de 1968 = 100. A pedra fatal ( Nagarebosi sakusen   < Shooting star strategy > )
- 24 de março de 1968 = 101. O vendedor da Associação ( Sinheiki wa ikaga   < How are new arms? > )
- 24 de março de 1968 = 102. O ladrão famoso ( Perman pinch   < Perman's pinch > )
- 31 de março de 1968 = 103. Pobre Super Dínamo ( Perman dai kessin   < Perman's large decision > )
- 31 de março de 1968 = 104. A reportagem (  Perman kazoku   < Perman's family > )
- 7 de abril de 1968 = 105. Super Dínamo detetive ( Perman mei tantei   < Perman the useless detective > )
- 7 de abril de 1968 = 106. Super Dínamo fique onde está ( Ugokuna ! Perman   < Don't move ! Perman > )
- 14 de abril de 1968 = 107. indisponível ( Perko to yuu na no onnanoko   < The girl who called Perko > )
- 14 de abril de 1968 = 108. Super Dínamo Avante ( Perman yo itsumademo   < Perman Forever > )